# Icositetraedru pentagonal

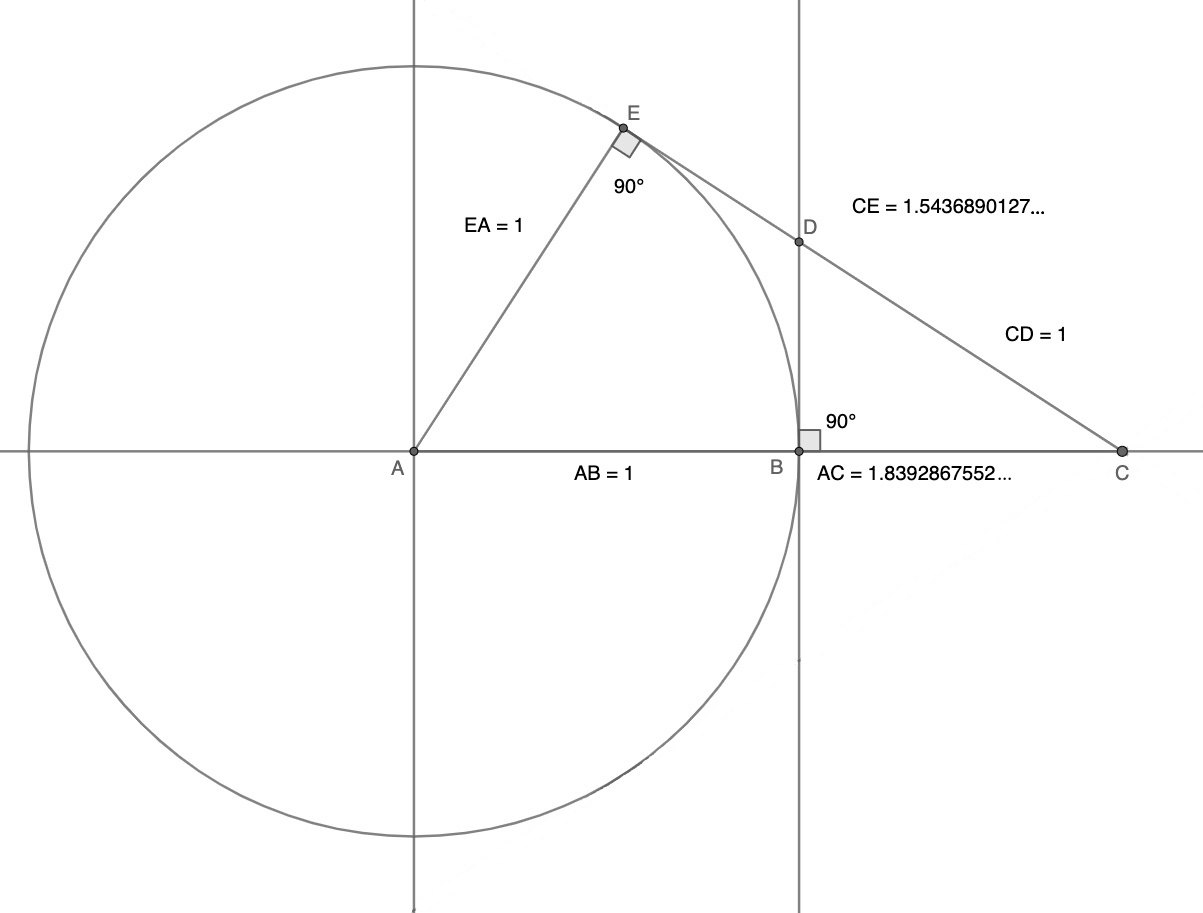
O construcție geometrică a constantei tribonacci (AC), cu rigla și compasul, după metoda descrisă de Xerardo Neira

În geometrie un icositetraedru pentagonal este un poliedru Catalan cu 24 de fețe. Fiecare poliedru Catalan este dualul unui poliedru arhimedic. Dualul icosaedrului pentagonal este cubul snub. Este tranzitiv pe fețe. 
Are două forme chirale („enantiomorfe”).

## Construcție
Icositetraedrul pentagonal poate fi construit dintr-un cub snub. Pe cele șase fețe pătrate ale cubului snub se adaugă piramide pătrate, iar pe cele opt fețe triunghiulare care nu au o muchie comună cu un pătrat se adaugă piramide triunghiulare. Înălțimile piramidelor sunt alese astfel încât să fie coplanare cu celelalte 24 de fețe triunghiulare ale cubului snub. Rezultatul este icositetraedrul pentagonal.

## Coordonate carteziene
Se notează cu {\displaystyle t\approx 1,839\,286\,755\,21} constanta tribonacci. Atunci coordonatele carteziene pentru cele 38 de vârfuri ale icositetraedrului pentagonal centrat în origine, sunt:
- cele 12 permutări pare ale (±1, ±(2t+1), ±t2) cu un număr impar de semne minus;
- cele 12 permutări impare ale (±1, ±(2t+1), ±t2) cu un număr impar de semne minus;
- cele 6 puncte (±t3, 0, 0), (0, ±t3, 0) și (0, 0, ±t3);
- cele 8 puncte (±t2, ±t2, ±t2).

## Geometrie
Fețele pentagonale au patru unghiuri de {\displaystyle \arccos((1-t)/2)\approx 114,812\,074\,477\,90^{\circ }} și unul de {\displaystyle \arccos(2-t)\approx 80,751\,702\,088\,39^{\circ }}. Pentagonul are trei laturi scurte de lungime 1 și două laturi lungi de lungime {\displaystyle (t+1)/2\approx 1,419\,643\,377\,607\,08}. Unghiul ascuțit este situat între laturile lungi. Unghiul diedru este de {\displaystyle \arccos(-1/(t^{2}-2))\approx 136,309\,232\,892\,32^{\circ }}.
Dacă dualul său, cubul snub, are lungimea laturii a, suprafața și volumul icositetraedrului pentagonal sunt:
{\displaystyle {\begin{aligned}A&=3{\sqrt {\frac {22(5t-1)}{4t-3}}}~a^{2}&&\approx 19,299\,94~a^{2}\\V&={\sqrt {\frac {11(t-4)}{2(20t-37)}}}~a^{3}&&\approx 7,4474~a^{3}\end{aligned}}}

## Proiecții ortogonale
Icositetraedrul pentagonal are trei proiecții ortogonale particulare, două centrate pe vârfuri și una centrată pe mijlocul laturilor.
| Simetrie proiectivă | [3] | [4]+ | [2] |
| Imagini             |     |      |     |
| Imagini duale       |     |      |     |

### Variații
Variații izoedrice cu aceeași simetrie octaedrică chirală pot fi construite cu fețe pentagonale având 3 lungimi de muchii.
Variația prezentată poate fi construită prin adăugarea de piramide pe 6 fețe pătrate și pe 8 fețe triunghiulare ale unui cub snub astfel încât noile fețe sunt formate din 3 triunghiuri coplanare fuzionate în fețe pentagonale identice.
| Cub snub augmentat cu piramide și cu fețele compuse coplanare | Icositetraedru pentagonal | Desfășurată |

## Poliedre și pavări înrudite

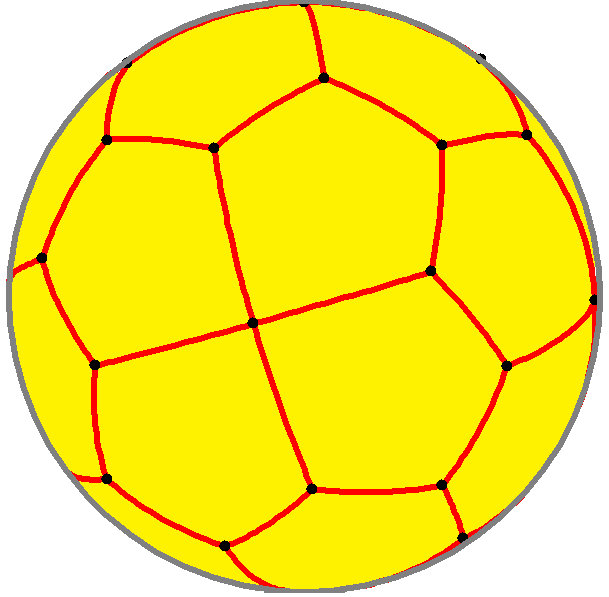
Icositetraedru pentagonal sferic

Acest poliedru este înrudit topologic ca parte a secvenței de poliedre și pavări snub cu configurațiile feței (V3.3.3.3.n). Aceste figuri există în planul hiperbolic pentru orice n. Aceste figuri tranzitive pe fețe au simetrie de rotație (n32) în notația orbifold, existând în planul euclidian pentru orice n.
| Variante de pavări snub cu simetrie n32: 3.3.3.3.n | Variante de pavări snub cu simetrie n32: 3.3.3.3.n | Variante de pavări snub cu simetrie n32: 3.3.3.3.n | Variante de pavări snub cu simetrie n32: 3.3.3.3.n | Variante de pavări snub cu simetrie n32: 3.3.3.3.n | Variante de pavări snub cu simetrie n32: 3.3.3.3.n | Variante de pavări snub cu simetrie n32: 3.3.3.3.n | Variante de pavări snub cu simetrie n32: 3.3.3.3.n | Variante de pavări snub cu simetrie n32: 3.3.3.3.n |
| Simetrie n32                                       | Sferice                                            | Sferice                                            | Sferice                                            | Sferice                                            | Euclidiană                                         | Hiperbolice compacte                               | Hiperbolice compacte                               | Paracomp.                                          |
| Simetrie n32                                       | 232                                                | 332                                                | 432                                                | 532                                                | 632                                                | 732                                                | 832                                                | ∞32                                                |
| -------------------------------------------------- | -------------------------------------------------- | -------------------------------------------------- | -------------------------------------------------- | -------------------------------------------------- | -------------------------------------------------- | -------------------------------------------------- | -------------------------------------------------- | -------------------------------------------------- |
| Imagini snub                                       |                                                    |                                                    |                                                    |                                                    |                                                    |                                                    |                                                    |                                                    |
| Config.                                            | 3.3.3.3.2                                          | 3.3.3.3.3                                          | 3.3.3.3.4                                          | 3.3.3.3.5                                          | 3.3.3.3.6                                          | 3.3.3.3.7                                          | 3.3.3.3.8                                          | 3.3.3.3.∞                                          |
| Imagini giro                                       |                                                    |                                                    |                                                    |                                                    |                                                    |                                                    |                                                    |                                                    |
| Config.                                            | V3.3.3.3.2                                         | V3.3.3.3.3                                         | V3.3.3.3.4                                         | V3.3.3.3.5                                         | V3.3.3.3.6                                         | V3.3.3.3.7                                         | V3.3.3.3.8                                         | V3.3.3.3.∞                                         |

Icositetraedru pentagonal este al doilea din seria poliedrelor și pavărilor duale snub cu configurația feței V3.3.4.3.n.
| Variante de pavări snub cu simetrie 4n2: 3.3.4.3.n | Variante de pavări snub cu simetrie 4n2: 3.3.4.3.n | Variante de pavări snub cu simetrie 4n2: 3.3.4.3.n | Variante de pavări snub cu simetrie 4n2: 3.3.4.3.n | Variante de pavări snub cu simetrie 4n2: 3.3.4.3.n | Variante de pavări snub cu simetrie 4n2: 3.3.4.3.n | Variante de pavări snub cu simetrie 4n2: 3.3.4.3.n | Variante de pavări snub cu simetrie 4n2: 3.3.4.3.n | Variante de pavări snub cu simetrie 4n2: 3.3.4.3.n |
| Simetrie 4n2                                       | Sferică                                            | Sferică                                            | Euclidiană                                         | Hiperbolice compacte                               | Hiperbolice compacte                               | Hiperbolice compacte                               | Hiperbolice compacte                               | Paracomp.                                          |
| Simetrie 4n2                                       | 242                                                | 342                                                | 442                                                | 542                                                | 642                                                | 742                                                | 842                                                | ∞42                                                |
| -------------------------------------------------- | -------------------------------------------------- | -------------------------------------------------- | -------------------------------------------------- | -------------------------------------------------- | -------------------------------------------------- | -------------------------------------------------- | -------------------------------------------------- | -------------------------------------------------- |
| Figuri snub                                        |                                                    |                                                    |                                                    |                                                    |                                                    |                                                    |                                                    |                                                    |
| Config.                                            | 3.3.4.3.2                                          | 3.3.4.3.3                                          | 3.3.4.3.4                                          | 3.3.4.3.5                                          | 3.3.4.3.6                                          | 3.3.4.3.7                                          | 3.3.4.3.8                                          | 3.3.4.3.∞                                          |
| Figuri giro                                        |                                                    |                                                    |                                                    |                                                    |                                                    |                                                    |                                                    |                                                    |
| Config.                                            | V3.3.4.3.2                                         | V3.3.4.3.3                                         | V3.3.4.3.4                                         | V3.3.4.3.5                                         | V3.3.4.3.6                                         | V3.3.4.3.7                                         | V3.3.4.3.8                                         | V3.3.4.3.∞                                         |

Icositetraedrul pentagonal este unul dintr-o familie de duale ale poliedrelor uniforme legate de cub și octaedrul regulat.
| Poliedre octaedrice uniforme | Poliedre octaedrice uniforme | Poliedre octaedrice uniforme | Poliedre octaedrice uniforme | Poliedre octaedrice uniforme | Poliedre octaedrice uniforme | Poliedre octaedrice uniforme | Poliedre octaedrice uniforme | Poliedre octaedrice uniforme | Poliedre octaedrice uniforme | Poliedre octaedrice uniforme |
| Simetrie: [4,3], (*432)      | Simetrie: [4,3], (*432)      | Simetrie: [4,3], (*432)      | Simetrie: [4,3], (*432)      | Simetrie: [4,3], (*432)      | Simetrie: [4,3], (*432)      | Simetrie: [4,3], (*432)      | [4,3]+ (432)                 | [1+,4,3] = [3,3] (*332)      | [1+,4,3] = [3,3] (*332)      | [3+,4] (3*2)                 |
| ---------------------------- | ---------------------------- | ---------------------------- | ---------------------------- | ---------------------------- | ---------------------------- | ---------------------------- | ---------------------------- | ---------------------------- | ---------------------------- | ---------------------------- |
| {4,3}                        | t{4,3}                       | r{4,3} r{31,1}               | t{3,4} t{31,1}               | {3,4} {31,1}                 | rr{4,3} s2{3,4}              | tr{4,3}                      | sr{4,3}                      | h{4,3} {3,3}                 | h2{4,3} t{3,3}               | s{3,4} s{31,1}               |
|                              |                              |                              |                              |                              |                              |                              |                              |                              |                              |                              |
|                              |                              | · =                          | · =                          | · =                          |                              |                              |                              | = · sau                      | = · sau                      | = ·                          |
|                              |                              |                              |                              |                              |                              |                              |                              |                              |                              |                              |
| Dualele celor de mai sus     |                              |                              |                              |                              |                              |                              |                              |                              |                              |                              |
| V43                          | V3.82                        | V(3.4)2                      | V4.62                        | V34                          | V3.43                        | V4.6.8                       | V34.4                        | V33                          | V3.62                        | V35                          |
|                              |                              |                              |                              |                              |                              |                              |                              |                              |                              |                              |
|                              |                              |                              |                              |                              |                              |                              |                              |                              |                              |                              |
|                              |                              |                              |                              |                              |                              |                              |                              |                              |                              |                              |